# Selección femenina de rugby de Suecia
La selección femenina de rugby de Suecia es el equipo nacional que representa a la Svenska Rugbyförbundet en competencias internacionales.

## Historia
El seleccionado ha participado de tres ediciones de la Copa Mundial, la última vez el año 2010.
Suecia es considerada una de las pioneras del rugby femenino de prueba. En 2017, regresó a la escena internacional de rugby de quince tras tres años de ausencia.
Suecia ganó el Trofeo Femenino de Rugby Europe 2021-2022. En el partido inaugural del Campeonato Femenino de Rugby Europe 2024 perdieron ante los Países Bajos por 59-0.

## Palmarés
- Rugby Europe Women's Trophy (3): 2001, 2012, 2021-22

## Participación en copas
| - Gales 1991: Cuartos de final copa de plata - Países Bajos 1998: 15° puesto - 2002 al 2006: no clasificó - Inglaterra 2010: 12º puesto - 2014 al 2025: no clasificó - Italia 2002: 2° puesto - Suecia 2003: 3° puesto - Francia 2004: 8° puesto - Alemania 2005: 3° puesto - Italia 2006: 4° puesto - España 2007: 5° puesto - Países Bajos 2008: 8° puesto - Suecia 2009: Ganador en su grupo - Francia 2010: 4° puesto - España 2011: 6° puesto - España 2013: 6° puesto - Europa 2023: 3° puesto - Europa 2024: 4° puesto - Europa 2025: 4° puesto | - Francia 2001: Campeón - Suecia 2012: Campeón - Europa 2020: Cancelado - Europa 2021-22: Campeón invicto |